# 马里奥·扎加洛
马里奥·若热·洛博·扎加洛（葡萄牙語：Mário Jorge Lobo Zagallo，1931年8月9日—2024年1月5日），巴西足球教練。

## 生平
薩加奴平生曾經以球員或教練身份六次出席世界盃(1958、1962、1970、1974、1994、1998)，其中四屆都贏得冠軍(1958、1962、1970、1994)。他球員時代最主要是擔任進攻中場，在左路發動攻勢。起先是由巴西小球會打起，至1950年起效力國內大球會法林明高後，薩加奴開始闖出名堂。至1958年他改投保地花高，一直踢到1965年。
他自1958年起已出席世界盃，第一屆已贏得冠軍；第二屆亦成功衛冕。1970年世界盃他以主教練身份出席，結果也贏得冠軍，成為首位以球員及主教練身份獲得世界盃冠軍的名宿，其中資格賽到正賽一路全勝的戰績，這是歷史首次出現此類戰績。不過到1974年世界盃他則未能衛冕，但也取得一個殿軍。1994年他又返回國家隊出任助教，又贏得一個冠軍。可惜當1998年世界盃他再一次擔正國家隊主教練時，則在決賽以0-3慘敗給地主法國，回國後一度飽受批評。他最知名的是他傑出的進攻戰術，從球員時代就能在場上主導多變而有效的進攻戰術，但相對的，他的戰術在防守上一直比較鬆散。
回顧在足球界的50年生涯，他自己曾評論道：「我生活在足球世界已五十年，而這是我最美滿的一刻。」
2024年1月5日，扎加洛因多重器官衰竭於里約熱內盧病逝，享年92歲。1月6日，巴西总统卢拉宣布巴西全国为其哀悼3天。1月7日举行扎加洛的遗体告别仪式。

## 榮譽

### 球員
- 世界盃冠軍：1958、1962

### 教練
- 世界盃冠軍：1970、1994(助教身份)

## 外部連結
- FIFA網頁(關於薩加奴) （页面存档备份，存于）